# Густав Нахтигал
Густав Нахтигал (на немски: Gustav Nachtigal) е германски военен лекар, колонизатор, изследовател на Африка.

## Биография

### Произход и младежки години (1834 – 1869)
Роден е на 23 февруари 1834 година в Айхщат, близо до град Стендал в провинция Саксония-Анхалт, Германия, в семейство на лютерански пастор. Завършва медицина в университетите в Хале, Вюрцбург и Грайфсвалд.
Започва практика като военен лекар. През 1860-те години поради здравословни проблеми заминава за Алжир, а след това за Тунис и там продължава своята медицинска практика като придворен лекар на туниския бей. Там Нахтигал се среща с германския пътешественик Герхард Ролфс, който му предлага да изпълни молбата на пруския крал да предаде кралски подаръци на владетеля на държавата Борну.

### Експедиции (1869 – 1874)
През януари 1869 г., официално като германски емисар по поръчение на крал Вилхелм I, тръгва от Триполи на юг, без да предполага, че пътешествието му ще продължи близо 6 години. След като достига до Марзук (25°55′ с. ш. 13°55′ и. д. / 25.916667° с. ш. 13.916667° и. д.), му се налага 4-месечно чакане на попътен керван, с който да продължи пътя си. Използва тази принудителна почивка, като става първия европеец, който прониква и изследва масива Тибести (3415 м). Успява да се изкачи до 3000 м в Тибести, съставя първата орографска схема на масива и събира детайлни сведения за денонощните температурни контрасти и суровата природа на масива. След 4 месеца, прекарани в Тибести, Нахтигал се завръща в Марзук и продължава своето пътешествие.
От Марзук се отправя на юг към езерото Чад, като пръв пресича Сахара през пустинята Билма (18° – 20º с.ш., 12° – 16º и.д.) и пристига в столицата на Борну. След като връчва кралските подаръци на местния владетел и завършва официалната си дейност, Нахтигал продължава своите изследоввания, като остава в областта почти 3 години. Опитва се да събере повече сведения за областта Вадаи, както и да изясни съдбата на изчезналите германски изследователи Едуард Фогел и Карл Мориц фон Бойрман. През този период изследва неколкократно езерото Чад (12 – 26 хил. км2). През 1871 г. изследва областите Канем и Борку на североизток от езерото, а през 1872 – областта Багирми на югоизток от него.
През 1873 г. Нахтигал узнава, че във Вадаи има нов управител, който не е настроен враждебно към чужденците и решава да осъществи своя отдавна замислен план – да се върне обратно през Източен Судан. Същата година тръгва на изток от езерото и достига до Абеше (13°50′ с. ш. 20°50′ и. д. / 13.833333° с. ш. 20.833333° и. д.) - столицата на Вадаи, като по пътя открива езерото Фитри (12°47′ с. ш. 17°31′ и. д. / 12.783333° с. ш. 17.516667° и. д.) и вливащата се от изток в него река Бата. Почти година Нахтигал преживява във Вадаи и изяснява съдбата на Фогел и Бойрман. От Вадаи продължава на изток, пресича платото Дарфур и през август 1874 г. достига до Обейд, а от там до река Нил и по нея се спуска до Средиземно море.
В периода 1879 – 1889 г. е публикуван тритомният му труд „Sahara und Sudan“ (Bd. 1 – 3, Berlin-Leipzig, 1879 – 1889).

### Дипломатическа и колонизаторска дейност (1880 – 1885)
През 1880 г., след като Франция създава протекторат в Тунис, Нахтигал е изпратен от Германската империя като консул в Тунис. През 1884 г. е изпратен като германски комисар с кораб в Гвинейския залив и от 5 до 11 юли 1884 г. установява германски протекторат над териториите на днешните страни Того и Камерун.
По време на всичките си пътувания педантично и подробно записва маршрутите, по които минава, като обработва още в движение почти всички събрани данни за географията, историята и културата на страните. Живо се интересува и практикува тропическа медицина. Радетел е за премахване на робството и на търговията с роби.
Умира на 20 април 1885 година на борда на кораба „Мове“ на юг от Канарските о-ви. Погребан е в Лас Палмас, а през 1888 г. тленните му останки са пренесени в Камерун.